# Меркури, Мелина
Амалия-Мария (Мелина) Меркури (греч. Αμαλία - Μαρία (Μελίνα) Μερκούρη; 18 октября 1920[…], Афины, Королевство Греция — 6 марта 1994[…], Верхний Ист-Сайд, США) — греческая актриса, певица и политический деятель, член греческого парламента (1977—1994) и первая женщина — министр культуры и науки Греции (1981—1989, 1993—1994).

## Биография
Мария Амалия Меркури (греч. Μαρία Αμαλία Μερκούρη) родилась 18 октября 1920 в Афинах. Наиболее значимым человеком в её детстве был её дед Спиридон Меркурис, который в течение нескольких десятилетий был мэром Афин. Её отец Стаматис Меркурис был видным политиком и членом греческого парламента от Единой демократической левой партии, а дядя Георгиос Меркурис — лидером Греческой национал-социалистической партии. После развода родителей проживала с матерью. Младший брат Мелины Спирос Меркурис координировал их совместные культурные проекты. После смерти Мелины, входил в состав правления Фонда Мелины Меркури.
Во время Второй мировой войны Меркури вышла замуж за Паноса Харокопоса, сына влиятельных жителей Афин. Их богатство и влияние помогло им выжить во время оккупации Греции нацистами во время войны. Хотя по сути брак был фиктивным, он всё же продлился более 20 лет.
Её первый греческий фильм «Стелла», снятый Михалисом Какояннисом, режиссёром кинокартины «Грек Зорба», привёл её в Канны, где она была номинирована на Золотую пальмовую ветвь. Там же она встретила режиссёра Жюля Дассена, который стал самой большой её любовью.
В 1960 году актриса была номинирована на «Оскар» за роль в фильме «Никогда в воскресенье», снятом её мужем (в то время гражданским) Жюлем Дассеном. Хотя премию она не получила, это принесло ей мировую известность и новые звёздные роли в таких фильмах, как «Федра» и «Топкапи» Жюля Дассена, а также «Гэйли, Гэйли». В конце 1970-х годов Мелина Меркури оставила кино, снявшись последний раз в фильме своего мужа «Мечта о страсти» в 1978 году, в котором вместе с ней снималась актриса Эллен Бёрстин. В 1971 году актриса написала автобиографию «Я родилась гречанкой».
Первая песня Мелины Меркури «Hartino to Fengaraki», была использована для греческой постановки произведения Теннесси Уильямса «Трамвай „Желание“». А другие композиции, такие как «Athene ma Ville» и «Melinaki», были очень популярны во Франции.
В период военной диктатуры чёрных полковников в Греции (1964—1974) Меркури жила во Франции и активно выступала против хунты, что стало причиной покушения на её жизнь в Генуе. 12 июля 1967 года полковник Стилианос Паттакос лишил её греческого гражданства. Когда это случилось, она сказала:
Я родилась гречанкой и умру гречанкой. А господин Паттакос родился фашистом и умрёт фашистом.
В течение тех лет, что Мелина Меркури жила во Франции, она записала одну песню на греческом и три на французском языках, которые были очень популярны. За счёт своего сиплого и необычного голоса она стала отличным исполнителем знаменитых греческих песен.
После свержения диктатуры в Греции Меркури вернулась на родину, где участвовала в учреждении партии Всегреческое социалистическое движение (ПАСОК). В 1977 году стала членом парламента от ПАСОК.
21 октября 1981 года назначена министром культуры и науки Греции в правительстве Андреаса Папандреу, она стала первой женщиной — министром культуры Греции. 5 июня 1985 года назначена на ту же должность во втором правительстве Андреаса Папандреу. Возглавляла министерство до 1989 года. 13 октября 1993 года назначена министром культуры и науки Греции в третьем правительстве Андреаса Папандреу. Будучи министром культуры, Мелина Меркури поддерживала идею проведения Международных Дельфийских игр.
Мелина Меркури умерла 6 марта 1994 года в нью-йоркском Мемориальном онкологическом центре имени Слоуна — Кеттеринга в возрасте 73 лет от рака лёгких. Похоронена на Первом афинском кладбище в центре греческой столицы.

## Фильмография (неполная)
- Мечта о страсти (1978) — Майя/Медея
- Одного раза мало (1975) — Карла
- Обещание на рассвете (1970) — Нина Касью
- Гэйли, Гэйли (1969) — Лил
- Механическое пианино (1965) — Дженни
- Топкапи (1964) — Элизабет Липп
- Победители (1963) — Магда
- Федра (1962) — Федра
- Страшный суд (1961) — иностранка
- Да здравствует Генрих IV, да здравствует любовь! — Мария Медичи
- Никогда в воскресенье (1960) — Айлия
- Закон (1958) — донна Лукреция
- Тот, кто должен умереть (1957) — Катерина
- Стелла (1955) — Стелла

## Награды
- Каннский кинофестиваль 1960 — «Лучшая актриса» («Никогда в воскресенье»)